# Agarna malayi
Agarna malayi là một loài chân đều trong họ Cymothoidae. Loài này được Tiwari miêu tả khoa học năm 1952.